# ǁKaras
ǁKaras (do 2013 jako Karas) – jeden z 14 regionów administracyjnych Namibii, ze stolicą w Keetmanshoop.

## Granice regionu
Granicą regionu na zachodzie jest Atlantyk, na północy graniczy z regionem Hardap, na wschodzie i południu jest to granica państwowa z RPA.

## Podział administracyjny
ǁKaras dzieli się na sześć okręgów:  ǁKarasburg, Berseba, Keetmanshoop Rural, Keetmanshoop Urban, Lüderitz i Oranjemund.